# Cúp quốc gia Wales 1932–33
Cúp quốc gia Wales FAW 1932–33 là mùa giải thứ 52 của giải đấu bóng đá loại trực tiếp hàng năm dành cho các đội bóng ở Wales.

## Từ viết tắt
Tên giải đấu nằm sau tên các câu lạc bộ.
- B&DL - Birmingham & District League
- FL D2 - Football League Second Division
- FL D3N - Football League Third Division North
- FL D3S - Football League Third Division South
- MWL - Mid-Wales Football League
- SFL - Southern Football League
- WLN - Welsh League North
- WLS D1 - Welsh League South Division One
- W&DL - Wrexham & District Amateur League

## Vòng Một
| Số thứ tự trận | Đội nhà                       | Tỉ số | Đội khách                |
| -------------- | ----------------------------- | ----- | ------------------------ |
| 1              | Llanwrst                      | 1–5   | Holywell Arcadians (WLN) |
| 2              | Rhyl Corinthians (WLN)        | 2–1   | Caernarfon               |
| 3              | Bethesda Victoria (WLN)       | 6–1   | Holyhead Town            |
| 4              | Llanfairfechan                | 4–0   | Llandudno                |
| 5              | Mancot                        | 2–0   | Sandycroft               |
| 6              | Druids (W&DL)                 | 2–2   | Llanerch Celts (W&DL)    |
| đá lại         | Llanerch Celts (W&DL)         | 2–1   | Druids (W&DL)            |
| 7              | Buckley Town                  | thắng | Burntwood                |
| 8              | Mold Alexandra                | 2–2   | Flint Town               |
| đá lại         | Flint Town                    | 3–1   | Mold Alexandra           |
| 9              | Llay Welfare (W&DL)           | 7–1   | Bradley Victoria (W&DL)  |
| 10             | Llay St Martin's (W&DL)       | 1–4   | Gwersyllt (W&DL)         |
| 11             | Welshpool (MWL)               | 1–1   | Vron United (W&DL)       |
| đá lại         | Vron United (W&DL)            | 2–1   | Welshpool (MWL)          |
| 12             | Cross Street Gwersyllt (W&DL) | 3–4   | Northern Nomads          |
| 13             | Rhayader                      | 2–2   | Builth Wells             |
| đá lại         | Builth Wells                  | 6–0   | Rhayader                 |
| 14             | Aberystwyth Town (MWL)        | 1–1   | Aberdovey (MWL)          |
| đá lại         | Aberdovey (MWL)               | 0–5   | Aberystwyth Town (MWL)   |
| 15             | Newtown (MWL)                 | 6–3   | Caersws (MWL)            |
| 16             | Dolgelley Albion              | 1–7   | Tywyn (MWL)              |

## Vòng Hai
Vòng này có sự tham gia của 16 đội thắng từ vòng Một cùng với 6 đội bóng mới.
| Số thứ tự trận | Đội nhà                | Tỉ số | Đội khách                            |
| -------------- | ---------------------- | ----- | ------------------------------------ |
| 1              | Blaina Town            | 1–1   | Milford Haven                        |
| đá lại         | Milford Haven          | 2–1   | Blaina Town                          |
| 2              | Llanfairfechan         | 2–0   | Bangor University College            |
| 3              | Rhyl Corinthians (WLN) | 5–2   | Holywell Arcadians (WLN)             |
| 4              | Porthmadog             | 6–7   | Bethesda Victoria (WLN)              |
| 5              | Mancot                 | 2–2   | Llanerch Celts (W&DL)                |
| đá lại         | Llanerch Celts (W&DL)  | 6–2   | Mancot                               |
| 6              | Flint Town             | 3–0   | Burntwood                            |
| 7              | Vron United (W&DL)     | 0–6   | Northern Nomads                      |
| 8              | Llay Welfare (W&DL)    | 0–7   | Gwersyllt (W&DL)                     |
| 9              | Tywyn (MWL)            | 6–3   | Aberystwyth University College (MWL) |
| 10             | Aberystwyth Town (MWL) | 3–1   | Newtown (MWL)                        |
| 11             | Builth Wells           | 1–6   | Hereford United (B&DL)               |

## Vòng Ba
Vòng này có sự tham gia của 11 đội thắng từ vòng Hai cùng với 13 đội bóng mới.
| Số thứ tự trận | Đội nhà                      | Tỉ số | Đội khách                     |
| -------------- | ---------------------------- | ----- | ----------------------------- |
| 1              | Llanelly (WLS D1 & SFL)      | thắng | Milford Haven                 |
| 2              | Ebbw Vale (WLS D1)           | 0–2   | Merthyr Town (WLS D1) & (SFL) |
| 3              | Barry (WLS D1 & SFL)         | 2–2   | Aberaman (WLS D1)             |
| đá lại         | Aberaman (WLS D1)            | 0–4   | Barry (WLS D1 & SFL)          |
| 4              | Cardiff Corinthians (WLS D1) | 0–2   | Troedyrhiw (WLS D1)           |
| 5              | Flint Town                   | 4–1   | Bethesda Victoria (WLN)       |
| 6              | Llanfairfechan               | 1–5   | Bangor City (B&DL)            |
| 7              | Colwyn Bay                   | 5–1   | Rhyl Corinthians (WLN)        |
| 8              | Llanidloes Town (MWL)        | 0–3   | Shrewsbury Town (B&DL)        |
| 9              | Llanerch Celts (W&DL)        | 1–0   | Northern Nomads               |
| 10             | Oswestry Town (B&DL)         | 3–1   | Gwersyllt (W&DL)              |
| 11             | Tywyn (MWL)                  | 2–3   | Machynlleth (MWL)             |
| 12             | Hereford United (B&DL)       | 1–2   | Aberystwyth Town (MWL)        |

## Vòng Bốn
Vòng này có sự tham gia của 12 đội thắng từ vòng Ba cùng với 2 đội bóng mới.
| Số thứ tự trận | Đội nhà                       | Tỉ số | Đội khách                     |
| -------------- | ----------------------------- | ----- | ----------------------------- |
| 1              | Colwyn Bay                    | 6–0   | Flint Town                    |
| 2              | Bangor City (B&DL)            | 12–2  | Llanerch Celts (W&DL)         |
| 3              | Shrewsbury Town (B&DL)        | 3–1   | Machynlleth (MWL)             |
| 4              | Oswestry Town (B&DL)          | 5–2   | Aberystwyth Town (MWL)        |
| 5              | Merthyr Town (WLS D1) & (SFL) | 2–2   | Troedyrhiw (WLS D1)           |
| đá lại         | Troedyrhiw (WLS D1)           | 0–2   | Merthyr Town (WLS D1) & (SFL) |
| 6              | Lovell's Athetic (WLS D1)     | 2–3   | Llanelly (WLS D1 & SFL)       |
| 7              | Barry (WLS D1 & SFL)          | 5–0   | Penrhiwceiber (WLS D1)        |

## Vòng Năm
Vòng này có sự tham gia của 6 đội thắng từ vòng Bốn. Merthyr Town đi thẳng vào vòng Sáu.
| Số thứ tự trận | Đội nhà                | Tỉ số | Đội khách               |
| -------------- | ---------------------- | ----- | ----------------------- |
| 1              | Barry (WLS D1 & SFL)   | 0–6   | Llanelly (WLS D1 & SFL) |
| 2              | Oswestry Town (B&DL)   | 7–4   | Colwyn Bay              |
| 3              | Bangor City (B&DL)     | 3–3   | Shrewsbury Town (B&DL)  |
| đá lại         | Shrewsbury Town (B&DL) | 0–1   | Bangor City (B&DL)      |

## Vòng Sáu
Vòng này có sự tham gia của 3 đội thắng từ vòng Năm, Merthyr Town cùng với 12 đội bóng mới.
| Số thứ tự trận | Đội nhà                       | Tỉ số | Đội khách                |
| -------------- | ----------------------------- | ----- | ------------------------ |
| 1              | Bangor City (B&DL)            | 2–0   | New Brighton (FL D3N)    |
| 2              | Rhyl (B&DL)                   | 1–2   | Southport (FL D3N)       |
| 3              | Merthyr Town (WLS D1) & (SFL) | 2–3   | Llanelly (WLS D1 & SFL)  |
| 4              | Oswestry Town (B&DL)          | 2–2   | Wrexham (FL D3N)         |
| đá lại         | Wrexham (FL D3N)              | 4–1   | Oswestry Town (B&DL)     |
| 5              | Bristol Rovers (FL D3S)       | 0–3   | Swansea Town (FL D2)     |
| 6              | Crewe Alexandra (FL D3N)      | 3–5   | Chester (FL D3N)         |
| 7              | Cardiff City (FL D3S)         | 4–2   | Tranmere Rovers (FL D3N) |
| 8              | Bristol City (FL D3S)         | 3–4   | Newport County (FL D3S)  |

## Vòng Bảy
| Số thứ tự trận | Đội nhà                 | Tỉ số | Đội khách               |
| -------------- | ----------------------- | ----- | ----------------------- |
| 1              | Bangor City (B&DL)      | 1–2   | Wrexham (FL D3N)        |
| 2              | Llanelly (WLS D1 & SFL) | 0–4   | Chester (FL D3N)        |
| 3              | Swansea Town (FL D2)    | 1–1   | Cardiff City (FL D3S)   |
| đá lại         | Cardiff City (FL D3S)   | 2–1   | Swansea Town (FL D2)    |
| 4              | Newport County (FL D3S) | 0–0   | Southport (FL D3N)      |
| đá lại         | Southport (FL D3N)      | 4–0   | Newport County (FL D3S) |

## Bán kết
Trận đá lại diễn ra ở Chester.
| Số thứ tự trận | Đội nhà          | Tỉ số | Đội khách             |
| -------------- | ---------------- | ----- | --------------------- |
| 1              | Wrexham (FL D3N) | 1–1   | Southport (FL D3N)    |
| đá lại         | Wrexham (FL D3N) | 3–1   | Southport (FL D3N)    |
| 2              | Chester (FL D3N) | 2–1   | Cardiff City (FL D3S) |

## Chung kết
Trận Chung kết diễn ra tại Chester.
| Số thứ tự trận | Đội nhà          | Tỉ số | Đội khách        |
| -------------- | ---------------- | ----- | ---------------- |
| 1              | Chester (FL D3N) | 2–0   | Wrexham (FL D3N) |